# Kjell Edström
Kjell Sören Edström, född 15 september 1908 i Frösö församling, Jämtlands län, död 29 april 1996 i Lidingö, var en svensk ämbetsman. Han var yngre bror till Gunnar Edström och Gösta Edström.
Edström studerade juridik, blev juris kandidat 1932 och gjorde sin tingstjänstgöring 1932–1935. Därefter innehade han olika befattningar vid länsstyrelserna i Örebro, Kristianstads och Östergötlands län under perioden 1935–1955. Han var landskamrerare i Västernorrlands län 1955–1959 och i Stockholms län 1959–1973 (på övergångsstat 1968), ordförande centrala folkbokförings- och uppbördsnämnden 1964–1970 och fick överdirektörs namn 1964.
Han hade olika sakkunnig- och utredningsuppdrag från 1944. Han var vice ordförande i riksskattenämnden 1959–1970, ordförande i Riksskatteverkets nämnd för rättsärenden 1974–1978 (vice ordförande från 1971) och i reklamskattenämnden 1973–1978.
Edström gav ut Omsättningsskatten (tillsammans med andra 1959) och skrev tidskriftsartiklar i källskattefrågor.
Kjell Edström var son till kyrkoherde Johan Edström och Hanna Cederberg. Han var gift första gången 1934–1951 med Brita Mogren (1912–1994), senare kokboksförfattare under namnet Brita Ripa, och fick barnen Björn (född 1935) och Barbro (född 1938). Andra gången gifte han sig 1953 med Britt Sabelström (född 1920), dotter till försäkringsdirektören Carl Sabelström och Dagmar Necander, och fick dottern Kerstin (född 1956).